# Cherna Mogila
Cherna Mogila é uma vila localizada no município de Aitos, em Burgas, na Bulgária.